# Doryopteris lomariacea
Doryopteris lomariacea är en kantbräkenväxtart som beskrevs av Kze. och Kl. Doryopteris lomariacea ingår i släktet Doryopteris och familjen Pteridaceae. Utöver nominatformen finns också underarten D. l. actinophylla.